# Michelle Carter
Pour les articles homonymes, voir Carter.
Michelle Carter (née le 12 octobre 1985 à San José) est une athlète américaine spécialiste du lancer du poids, championne olympique en 2016 à Rio et championne du monde en salle la même année à Portland.

## Biographie

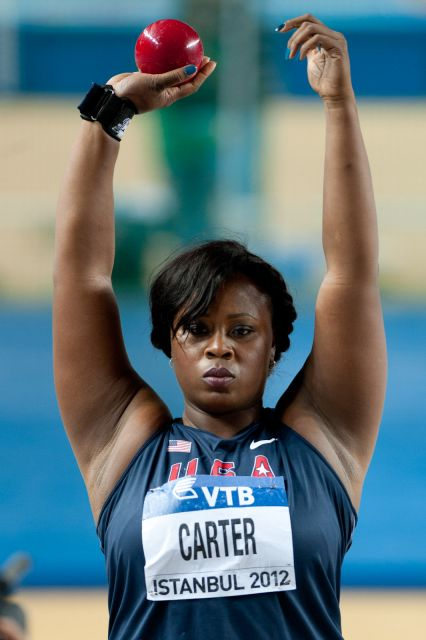
Michelle Carter lors des championnats du monde en salle 2012.

Elle est la fille de Michael Carter, médaillé d'argent du lancer du poids aux Jeux olympiques de 1984.
Elle remporte les Championnats du monde juniors 2004 de Grosseto avec un jet à 17,55 m, devançant notamment la Russe Anna Avdeyeva et l'Allemande Christina Schwanitz. Étudiante à l'Université du Texas, elle se classe deuxième des Championnats des États-Unis 2005 et s'adjuge dès l'année suivante le titre NCAA du lancer du poids.
Elle remporte son premier titre national à l'occasion des sélections olympiques américaines 2008 de Eugene en signant un nouveau record personnel à 18,85 m. Mais l'Américaine est éliminée dès les qualifications lors des Jeux olympiques de Pékin avec la marque de 17,74 m.
Michelle Carter remporte les Championnats des États-Unis 2009 et signe le deuxième succès de sa carrière dans cette compétition. Elle participe ensuite aux Championnats du monde de Berlin et se classe sixième de la finale avec un jet à 18,96 m. Lors de cette saison, elle dépasse pour la première fois de sa carrière la barrière des 19 mètres en atteignant la marque de 19,13 m lors du meeting DN Galan de Stockholm.
Elle décroche initialement la médaille de bronze des championnats du monde en salle 2012 derrière Valerie Adams et Nadzeya Astapchuk. Mais à la suite de la disqualification pour dopage de cette dernière, Michelle Carter récupère la médaille d'argent en mars 2018.

### Championne olympique et championne du monde en salle (2016)
Le 19 mars 2016, Carter est sacrée championne du monde en salle à Portland avec un jet à 20,21 m à son dernier essai, nouveau record continental en salle. Elle devance la Hongroise Anita Marton (19,33 m) et la Néo-zélandaise Valerie Adams (19,25 m).
Le 12 août 2016, lors des Jeux olympiques de Rio de Janeiro, elle s'empare de la médaille d'or avec un lancer à 20,63 m réussi à son 6e essai, ce qui constitue son record personnel et le nouveau record des États-Unis. Ce record sera battu en septembre 2023 par Chase Ealey, double championne du monde en 2022 et 2023.
L'année suivante, elle décroche la médaille de bronze des Championnats du monde de Londres avec un jet à 19,14 m, battue par Gong Lijiao (19,94 m) et Anita Márton (19,49 m).
Elle se classe 9e des championnats du monde 2019 à Doha avec 18,41 m.

## Palmarès

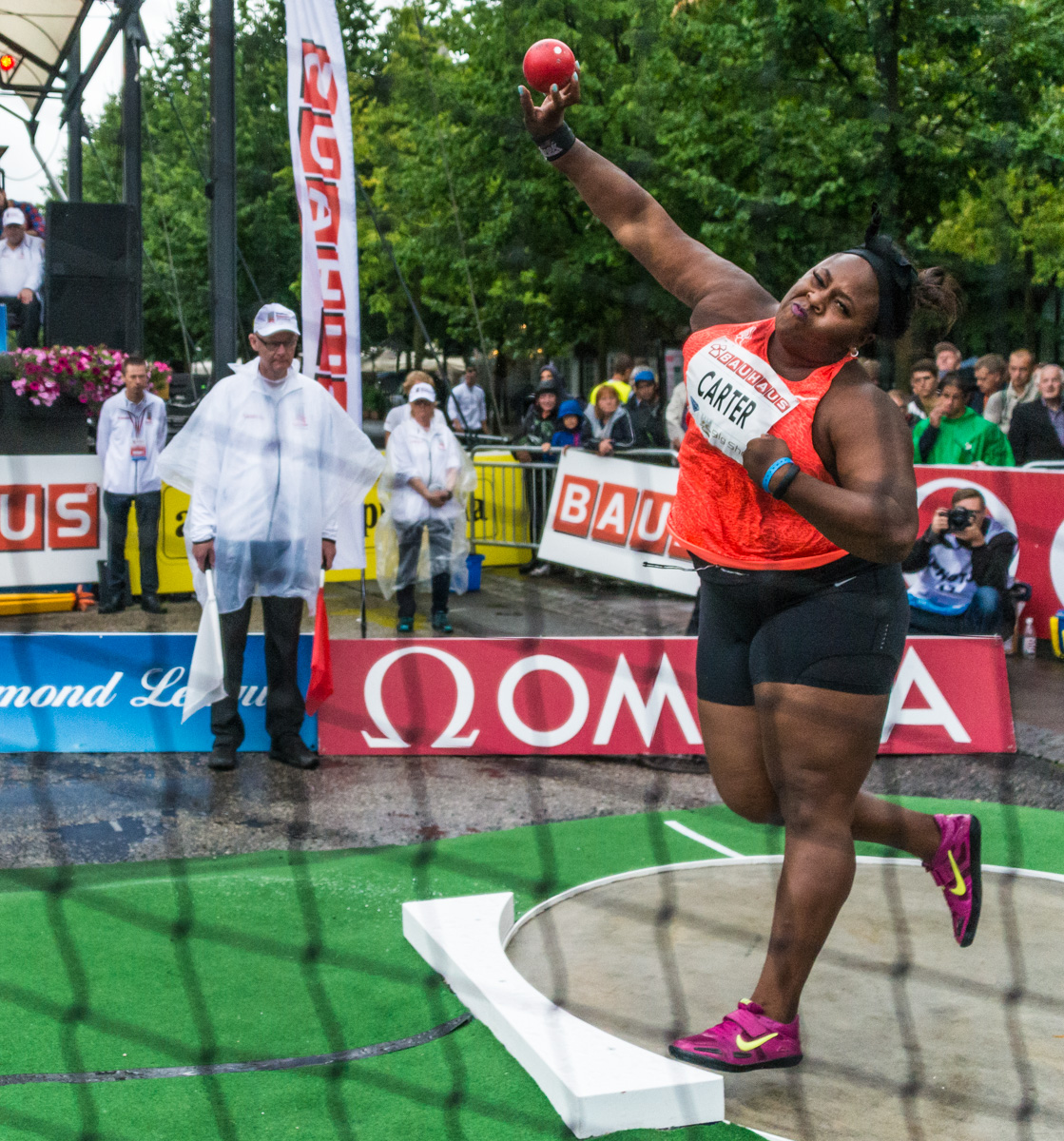
Michelle Carter en 2015.

### International
| Date | Compétition                        | Lieu             | Résultat | Marque  |
| ---- | ---------------------------------- | ---------------- | -------- | ------- |
| 2001 | Championnats du monde jeunesse     | Debrecen         | 2e       | 15,23 m |
| 2003 | Championnats panaméricains juniors | Bridgetown       | 1re      | 16,23 m |
| 2004 | Championnats du monde juniors      | Grosseto         | 1re      | 17,55 m |
| 2009 | Championnats du monde              | Berlin           | 6e       | 18,96 m |
| 2011 | Championnats du monde              | Daegu            | 8e       | 18,76 m |
| 2011 | Jeux panaméricains                 | Guadalajara      | 3e       | 18,09 m |
| 2012 | Championnats du monde en salle     | Istanbul         | 2e       | 19,58 m |
| 2012 | Jeux olympiques                    | Londres          | 4e       | 19,42 m |
| 2012 | Ligue de diamant                   | Ligue de diamant | 2e       | détails |
| 2012 | DécaNation                         | Albi             | 1re      | 18,87 m |
| 2013 | Championnats du monde              | Moscou           | 4e       | 19,94 m |
| 2013 | Ligue de diamant                   | Ligue de diamant | 3e       | détails |
| 2014 | Championnats du monde en salle     | Sopot            | 4e       | 19,10 m |
| 2014 | Coupe continentale                 | Marrakech        | 2e       | 19,84 m |
| 2014 | Ligue de diamant                   | Ligue de diamant | 3e       | détails |
| 2015 | Championnats du monde              | Pékin            | 3e       | 19,75 m |
| 2015 | Ligue de diamant                   | Ligue de diamant | 2e       | détails |
| 2015 | DécaNation                         | Paris            | 1re      | 18,96 m |
| 2016 | Championnats du monde en salle     | Portland         | 1re      | 20,21 m |
| 2016 | Jeux olympiques                    | Rio de Janeiro   | 1re      | 20,63 m |
| 2016 | Ligue de diamant                   | Ligue de diamant | 3e       | détails |
| 2017 | Championnats du monde              | Londres          | 3e       | 19,14 m |
| 2017 | Ligue de diamant                   | Ligue de diamant | 4e       | 18,27 m |
| 2019 | Championnats du monde              | Doha             | 9e       | 18,41 m |

### National
- Championnats des États-Unis :
  - Plein air : vainqueur en 2008, 2009, 2011, 2013, 2014, 2015 et 2016
  - Salle : vainqueur en 2013

## Records
| Épreuve         | Épreuve      | Performance  | Lieu           | Date         |
| --------------- | ------------ | ------------ | -------------- | ------------ |
| Lancer du poids | En plein air | 20,63 m (NR) | Rio de Janeiro | 12 aout 2016 |
| Lancer du poids | En salle     | 20,21 m (AR) | Portland       | 19 mars 2016 |